# دیوید هالپرین
دیوید ام. هالپرین (انگلیسی: David M. Halperin؛ زادهٔ ۲ آوریل ۱۹۵۲) نویسنده، نظریه‌پرداز و استاد دانشگاه اهل ایالات متحده آمریکا است. مطالعات جنسیت، نظریه فراهنجار و نظریه انتقادی از زمینه‌های پژوهشی او هستند.
وی همچنین برنده جوایزی همچون کمک هزینه گوگنهایم شده است.